# Río atmosférico

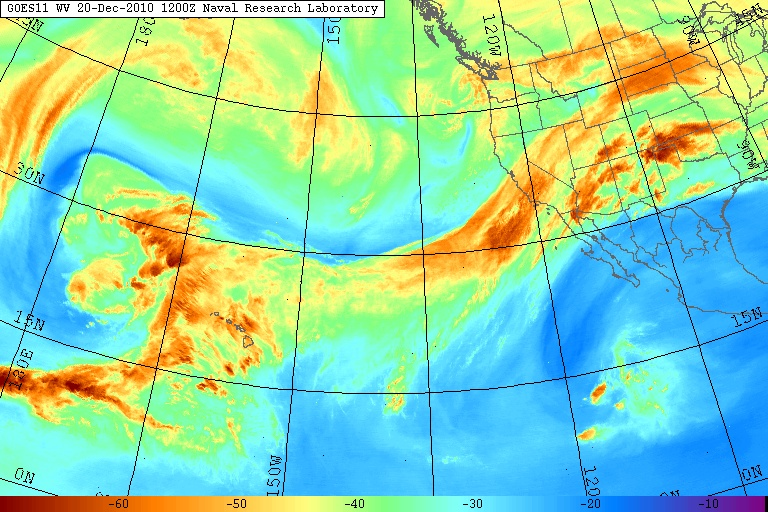
Imagen de vapor de agua tomado por el satélite GOES 11 de la costa oriental del océano Pacífico mostrando un río atmosférico de grandes proporciones moviéndose hacia la costa de California, en diciembre de 2010. El evento produjo intensas nevadas.

Un río atmosférico es una alargada banda de humedad concentrada en la atmósfera, que transporta vapor de agua y agua en forma de nubes, generalmente a lo largo de los límites entre grandes áreas de flujo divergente del aire en superficie, lo que incluye las zonas frontales asociadas a los ciclones extratropicales que se forman sobre los océanos.
El término fue acuñado por los investigadores Reginald Newell y Yong Zhu del Instituto Tecnológico de Massachusetts (MIT) a comienzo de la década de 1990, para reflejar lo estrecho de estas corrientes. Los ríos atmosféricos suelen tener varios miles de kilómetros de longitud y algunos cientos de kilómetros de ancho y uno solo de ellos puede llegar a transportar un flujo de agua mucho mayor que el de cualquiera de los grandes ríos de la Tierra, incluso el río Amazonas. Existen entre 3 y 5 de estas corrientes atmosféricas en cada hemisferio en cualquier momento dado.
Los ríos atmosféricos tienen un rol central en el ciclo de agua global, ya que representan más del 90% del vapor de agua transportado de norte a sur, aunque solamente cubren menos del 10% de la circunferencia de la Tierra. Además, son los responsables de las precipitaciones, y por ende de las eventuales inundaciones, que ocurren en regiones continentales occidentales de latitudes medias, como la costa oeste de América del Norte, Europa occidental y la costa oeste de África del norte.